# Guidantonio Manfredi
Guidantonio Manfredi, conosciuto anche col soprannome di Guidaccio (Faenza, 1407 – Bagni di Petriolo, 20 giugno 1448), fu Signore di Faenza.

## Biografia
Nacque a Faenza, secondogenito di Gentile Malatesta e Gian Galeazzo I Manfredi, dal quale ereditò i propri possedimenti in Romagna, governandoli dapprima in coreggenza col fratello, Astorre, e poi solo. Dal 1439 divenne anche signore di Modigliana ed amministratore di Imola per i Visconti.
Come condottiero, fu capitano di ventura per la Repubblica di Firenze nel 1430 e per Francesco I Sforza nel 1433.
Morì a Bagni di Petriolo e venne succeduto dal proprio fratello Astorre.

## Discendenza
Guidantonio sposò il 1º gennaio 1423 Bianchina (o Blancina), figlia di Niccolò, signore di Foligno, da cui ebbe tre figli:
- Ringarda (?-inizi del 1472[3]), nel 1445 sposò Carlo Gonzaga, dei signori di Mantova.
- Taddeo (1431-1486), condottiero
- Leta, sposò Guido Visconti

## Ascendenza
|                                                  |                                                  |                                           | Genitori                                       |  |  | Nonni |  |  | Bisnonni                             |  |  | Trisnonni                             |  |
|                                                  |                                                  |                                           |                                                |  |  |       |  |  | Giovanni Manfredi, signore di Faenza |  |  | Ricciardo Manfredi, signore di Faenza |  |
|                                                  |                                                  |                                           |                                                |  |  |       |  |  | Giovanni Manfredi, signore di Faenza |  |  | Ricciardo Manfredi, signore di Faenza |  |
|                                                  |                                                  | Diletta da Barbiano                       |                                                |  |  |       |  |  | Giovanni Manfredi, signore di Faenza |  |  |                                       |  |
| Astorre I Manfredi, signore di Faenza            |                                                  |                                           |                                                |  |  |       |  |  | Giovanni Manfredi, signore di Faenza |  |  |                                       |  |
|                                                  |                                                  | Ginevra Mongardino                        | …                                              |  |  |       |  |  |                                      |  |  |                                       |  |
|                                                  |                                                  | Ginevra Mongardino                        | …                                              |  |  |       |  |  |                                      |  |  |                                       |  |
|                                                  |                                                  | Ginevra Mongardino                        | …                                              |  |  |       |  |  |                                      |  |  |                                       |  |
| Gian Galeazzo Manfredi, signore di Faenza        |                                                  | Ginevra Mongardino                        |                                                |  |  |       |  |  |                                      |  |  |                                       |  |
|                                                  |                                                  | Guido III da Polenta, signore di Ravenna  | Bernardino I da Polenta, signore di Ravenna    |  |  |       |  |  |                                      |  |  |                                       |  |
|                                                  |                                                  | Guido III da Polenta, signore di Ravenna  | Bernardino I da Polenta, signore di Ravenna    |  |  |       |  |  |                                      |  |  |                                       |  |
|                                                  |                                                  | Guido III da Polenta, signore di Ravenna  | Maddalena Balbi                                |  |  |       |  |  |                                      |  |  |                                       |  |
| Leta da Polenta                                  |                                                  | Guido III da Polenta, signore di Ravenna  |                                                |  |  |       |  |  |                                      |  |  |                                       |  |
|                                                  |                                                  | Elisa d'Este                              | Obizzo III d'Este, signore di Ferrara e Modena |  |  |       |  |  |                                      |  |  |                                       |  |
|                                                  |                                                  | Elisa d'Este                              | Obizzo III d'Este, signore di Ferrara e Modena |  |  |       |  |  |                                      |  |  |                                       |  |
|                                                  |                                                  | Elisa d'Este                              | Lippa Ariosti                                  |  |  |       |  |  |                                      |  |  |                                       |  |
| Guidantonio Manfredi, signore di Faenza          |                                                  | Elisa d'Este                              |                                                |  |  |       |  |  |                                      |  |  |                                       |  |
|                                                  | Pandolfo I Malatesta, signore di Rimini e Pesaro | Malatesta da Verucchio, signore di Rimini |                                                |  |  |       |  |  |                                      |  |  |                                       |  |
|                                                  | Pandolfo I Malatesta, signore di Rimini e Pesaro | Malatesta da Verucchio, signore di Rimini |                                                |  |  |       |  |  |                                      |  |  |                                       |  |
|                                                  | Pandolfo I Malatesta, signore di Rimini e Pesaro | Margherita Paltenieri                     |                                                |  |  |       |  |  |                                      |  |  |                                       |  |
| Galeotto I Malatesta, signore di Rimini e Cesena | Pandolfo I Malatesta, signore di Rimini e Pesaro |                                           |                                                |  |  |       |  |  |                                      |  |  |                                       |  |
|                                                  |                                                  | Taddea                                    | …                                              |  |  |       |  |  |                                      |  |  |                                       |  |
|                                                  |                                                  | Taddea                                    | …                                              |  |  |       |  |  |                                      |  |  |                                       |  |
|                                                  |                                                  | Taddea                                    | …                                              |  |  |       |  |  |                                      |  |  |                                       |  |
| Gentile Malatesta                                |                                                  | Taddea                                    |                                                |  |  |       |  |  |                                      |  |  |                                       |  |
|                                                  |                                                  | Rodolfo II da Varano, signore di Camerino | Berardo II da Varano, signore di Camerino      |  |  |       |  |  |                                      |  |  |                                       |  |
|                                                  |                                                  | Rodolfo II da Varano, signore di Camerino | Berardo II da Varano, signore di Camerino      |  |  |       |  |  |                                      |  |  |                                       |  |
|                                                  |                                                  | Rodolfo II da Varano, signore di Camerino | Bellafiore Brunforte                           |  |  |       |  |  |                                      |  |  |                                       |  |
| Gentile da Varano                                |                                                  | Rodolfo II da Varano, signore di Camerino |                                                |  |  |       |  |  |                                      |  |  |                                       |  |
|                                                  |                                                  | Camilla Chiavelli                         | Finuccio Chiavelli                             |  |  |       |  |  |                                      |  |  |                                       |  |
|                                                  |                                                  | Camilla Chiavelli                         | Finuccio Chiavelli                             |  |  |       |  |  |                                      |  |  |                                       |  |
|                                                  |                                                  | Camilla Chiavelli                         | …                                              |  |  |       |  |  |                                      |  |  |                                       |  |
|                                                  |                                                  | Camilla Chiavelli                         |                                                |  |  |       |  |  |                                      |  |  |                                       |  |